# Proscymnodon
Proscymnodon é um género de peixe da família Somniosidae.
Este género contém as seguintes espécies:
- Proscymnodon macracanthus
- Proscymnodon plunketi